# Manfred Oehmichen (Ingenieur)
Manfred Robert Oehmichen (* 17. September 1910 in Lößnitz; † 27. September 2002 in München) war ein deutscher Maschinenbauingenieur und Hochschullehrer.

## Leben und Wirken
Oehmichen stammt aus dem sächsischen Erzgebirge. Nach dem Schulbesuch studierte er und erlangte zunächst den Abschluss als Diplom-Ingenieur. Später promovierte er zum Dr.-Ing. 1941 wurde er Mitarbeiter der Bayerischen Motorenwerke (BMW). Von 1949 bis 1976 war er Professor an der Technischen Hochschule, der späteren Technischen Universität Dresden. Er war Direktor des Maschinenlaboratoriums.

## Schriften (Auswahl)
- Wasserstoff als Motortreibmittel. Berlin 1942.
- Der mechanische Indikator. Berlin 1953.
- Der mechanische Indikator. 2., überarbeitete Auflage, Berlin 1959.
- Ein Beitrag zur thermodynamischen Auslegung von einstufigen Gasturbinenanlagen. Berlin 1963.